# Lijst van musea met Oud-Egyptische collecties
Diverse musea over de wereld hebben Oud-Egyptische objecten (zoals beelden, reliëfs of papyri) in hun collectie.

## België
- Museum aan de Stroom (Antwerpen)
- Koninklijke Musea voor Kunst en Geschiedenis (Brussel)
- Het Koninklijke Museum van Mariemont (Mariemont)

## Canada
- Royal Ontario Museum (Toronto)

## Denemarken
- Nationalmuseet (Kopenhagen)
- Ny Carlsberg Glyptotek (Kopenhagen)

## Duitsland
- Ägyptisches Museum Bonn (Bonn)
- Egyptisch Museum van Berlijn (Berlijn)
- Neues Museum (Berlijn)
- Kestner-Museum (Hannover)
- Römer-und-Pelizaeus-Museum (Hildesheim)
- Ägyptisches Museum der Universität Leipzig (Leipzig)
- Staatliches Museum Ägyptischer Kunst (München)
- Ägyptische Sammlung der Universität (Tubingen)

## Egypte
- Grieks-Romeins Museum (Alexandrië)
- Nubian Museum (Aswan)
- Egyptisch Museum (Caïro)
- Gayer-Anderson Museum (Caïro)
- Groot Egyptisch Museum (in aanbouw) (Gizeh)
- Luxor Museum (Luxor)
- Mummificatie Museum (Luxor)
- Nationaal Museum van Egyptische Beschaving (Fustat)
- Port Said Museum (Port Said)
- Imhotep Museum (Saqqara)

## Frankrijk
- Musée de Picardie (Amiens)
- Musée Calvet (Avignon)
- Musée des Beaux-Arts de Lyon (Lyon)
- Musée d'Archéologie Mediterranéenne (Marseille)
- Musée du Louvre (Parijs)
- Musée Joseph-Déchelette (Roanne)
- Musée de l'Art Egyptien (Strasbourg)
- Musée Georges Labit (Toulouse)
- Musée de la Princerie (Verdun)

## Hongarije
- Szépművészeti Múzeum (Boedapest)

## Ierland
- Nationaal Museum (Dublin)

## Italië
- Museo Civico Archeologico (Bologna)
- Museo archeologico nazionale di Firenze (Florence)
- Civiche Raccolte Archeologiche e Numismatiche (Milaan)
- Museo Archeologico Nazionale (Napels)
- Archeologisch Museum (Palermo)
- Collezioni Egittologiche di Ateneo (Pisa)
- Museo Egizio (Turijn)

## Nederland
- Allard Pierson Museum (Amsterdam)
- Rijksmuseum van Oudheden (Leiden)
- Zeeuws Museum (Middelburg)
- Drents Museum (Assen)

## Oostenrijk
- Kunsthistorisches Museum (Wenen)

## Polen
- Poznan Archaeological Museum (Poznan)
- Museum Narodwe (Warschau)

## Portugal
- Museu Calouste Gulbenkian (Lissabon)

## Rusland
- Poesjkinmuseum (Moskou)
- Hermitage (Sint-Petersburg)

## Spanje
- Museu Egipci (Barcelona)
- Museo Arqueologico Nacional (Madrid)

## Turkije
- Archeologisch Museum (Istanboel)

## Vaticaanstad
- Vaticaanse musea (Vaticaanstad)

## Verenigd Koninkrijk
- Marischel Museum (Aberdeen)
- City Museums and Art Gallery (Birmingham)
- Museum and Art Gallery (Bolton)
- City Museum and Art Gallery (Bristol)
- Fitzwilliam Museum (Cambridge)
- Art Galleries and Museums (Dundee)
- Oriental Museum (Durham)
- Royal Museum of Scotland (Edinburgh)
- Myers Collection (Eton)
- Royal Albert Museum (Exeter)
- Burell Collection (Glasgow)
- Hunteriann Museum (Glasgow)
- Leicestershire Museum and Art Gallery (Leicester)
- Liverpool Museum (Liverpool)
- British Museum (Londen)
- Petrie Museum of Egyptian Archaeology (Londen)
- Manchester Museum (Manchester)
- Castle Museum (Norwich)
- Ashmolean Museum (Oxford)
- Plymouth City Museum and Art Gallery Plymouth
- Sheffield City Museum (Sheffield)
- Egypt Centre (Swansea)
- Royal Cornwall Museum (Truro)

## Verenigde Staten
- Kelsey Museum of Ancient and Medieval Archaeology (Ann Arbor)
- Michael C. Carlos Museum (Atlanta)
- Walter Art Gallery (Baltimore)
- Museum of Fine Arts (Boston)
- Brooklyn Museum of Art (Brooklyn)
- Art Institute of Chicago (Chicago)
- Oriental Institute (Chicago)
- Field Museum of Natural History (Chicago)
- Cleveland Museum of Art (Cleveland)
- Detroit Institute of Arts (Detroit)
- The Nelson-Atkins Museum of Art (Kansas)
- Los Angeles County Museum of Art (Los Angeles)
- Institute of Egyptian Art and Archaeology (Memphis)
- Newark Museum (Newark)
- Peabody Museum (New Haven)
- Brooklyn Museum (New York)
- Metropolitan Museum of Art (New York)
- University of Pennsylvania Museum of Archaeology and Anthropology (Philadelphia)
- Carnegie Museum of Natural History (Pittsburgh)
- Rosicrucian Egyptian Museum (San José)
- Utah Museum of Fine Arts (Salt Lake City)

## Zweden
- Medelhavsmuseet (Stockholm)
- Victoriamuseet (Uppsala)

## Zwitserland
- Antikenmuseum Basel und Sammlung Ludwig (Bazel)
- Musée d'art et d'histoire (Genève)